# Aïn Thrid
Aïn Thrid (ex-Bonnier) est une commune de la wilaya de Sidi Bel Abbès en Algérie.

## Géographie

### Situation
| Tessala      | Tamzoura (wilaya d'Aïn Témouchent) | Tafraoui (wilaya d'Oran) |
| Tessala      | Aïn Thrid                          | Sidi Hamadouche          |
| Sidi Lahcene | Sidi Bel Abbès                     | Sidi Brahim              |